# Xerolycosa pelengena
Xerolycosa pelengena là một loài nhện trong họ Lycosidae.
Loài này thuộc chi Xerolycosa. Xerolycosa pelengena được Carl Friedrich Roewer miêu tả năm 1960.